# ساکسای
ساکسای (به لاتین: Saksay) یک منطقهٔ مسکونی در روسیه است که در باشقیرستان واقع شده‌است.